# Spencer Compton, 7. Marquess of Northampton

Wappen des Marquess of Northampton

Spencer Douglas David Compton, 7. Marquess of Northampton (* 2. April 1946), ist ein britischer Peer und Politiker.
Er ist ein Sohn von William Compton, 6. Marquess of Northampton (1885–1979) und Virginia Lucie Heaton (* 1919). Beim Tod seines Vaters erbte er dessen Adelstitel einschließlich des damit verbundenen Sitzes im House of Lords. Mit Inkrafttreten des House of Lords Act 1999 verlor er seinen erblichen Parlamentssitz.
In der Estates Gazette Rich List 2011 wird sein Vermögen mit 120 Millionen £ aufgeführt. Bis März 2014 war er auch im Besitz des Seuso-Schatzes.
Er ist Freimaurer und diente von 2001 bis März 2009 als Progroßmeister der Vereinigten Großloge von England.

## Ehen und Nachkommen
Er hat sechsmal geheiratet und hat vier Kinder.
In erster Ehe heiratete er 1967 Baroness Henriette Luisa Bentinck (1949–2010). Mit ihr hat er zwei Kinder, Lara Katrina Compton (* 1968) und Daniel Bingham Compton, Earl Compton (* 1973). Die Ehe wurde 1973 geschieden.
In zweiter Ehe heiratete er 1974 Annette Mary Smallwood. Die Ehe wurde 1977 geschieden.
In dritter Ehe heiratete er 1977 Rosemary Ashley Morritt Hancock. Mit ihr hat er eine Tochter, Emily Rose Compton (* 1980). Die Ehe wurde 1983 geschieden.
In vierter Ehe heiratete er 1985 Ellen Erhardt. Mit ihr hat er eine Tochter, Louisa Cecilia Compton (* 1985). Die Ehe wurde 1988 geschieden.
In fünfter Ehe heiratete er 1990 Pamela Martina Raphaela Haworth. Die Ehe wurde 2013 geschieden.
In sechster Ehe heiratete er 2013 Tracy Goodman.